# 美國歷史評論
《美國歷史評論》（The American Historical Review）期刊是美國歷史學會的官方出版品，創辦於1895年，宗旨為「促進歷史研究、對歷史文件與遺物的收集與保存，傳播歷史研究成果」。該刊物主題為歷史，但不限定討論的地域或時間。
該期刊於每年二月、四月、六月、十月和十二月發行，內容包含研究論文以及歷史學術書集的書評，每期大約四百頁。

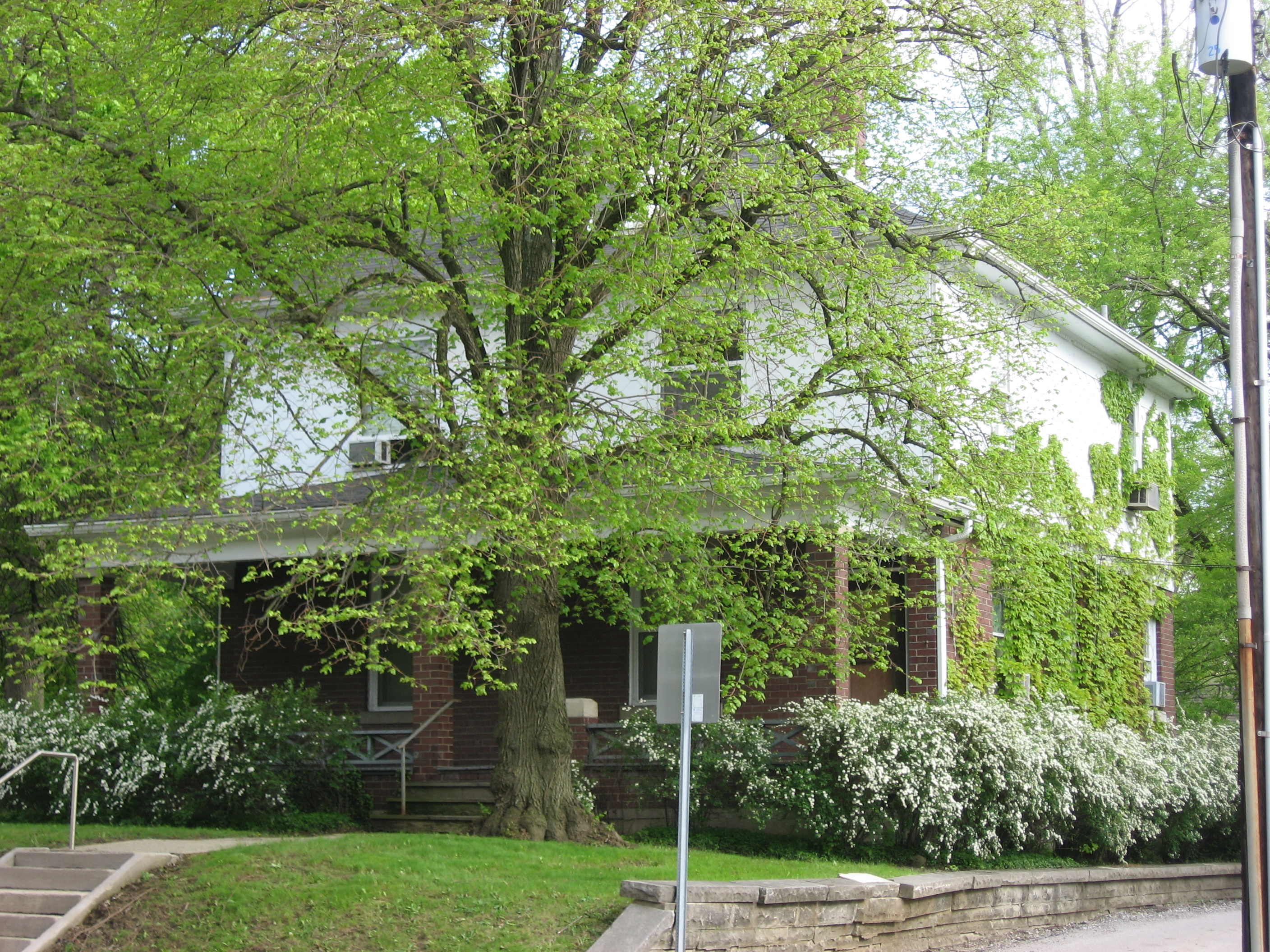
位于布卢明顿的期刊办公室